# Новый Ланьков
Новый Ла́ньков (бел. Новы Ланькаў) — посёлок в составе Ланьковского сельсовета Белыничского района Могилёвской области Республики Беларусь. Располагается юго-восточнее озера Вейня.

## Население
- 2010 год — 3 человека